# Romeo Void
Romeo Void est un groupe de musique fondé à San Francisco en 1979. D'influence new wave, il est célèbre pour deux titres : Never Say Never composé en 1982 et A Girl In Trouble Is A Temporary Thing, datant de 1984. Peu reconnus au moment de leur sortie, ces titres ont plus tard intégré le Top 40 des singles de musique pop. Le groupe a d'abord occupé les scènes du rock alternatif, captant un public pointu et appréciateur des membres : la plupart étaient en effet artistes visuels, étudiant ou travaillant au San Francisco Art Institute, et créaient leurs propres albums, souvent de musique expérimentale ou alternative.
Un certain regain d'intérêt affecte les deux titres phares depuis que Never Say Never a été utilisé dans la bande son du jeu vidéo Grand Theft Auto en tant que représentant de la tendance new wave.